# Conchi Badillo
Concepción Badillo Díaz (Jerez de la Frontera, Cádiz, 13 de julio de 1986), más conocida como Conchi Badillo, es una exnadadora española especialista en pruebas de braza. Fue internacional con la RFEN desde 2001 hasta su retirada en 2014. Olímpica en Londres 2012. (100 braza).

## Trayectoria deportiva

### Comienzos
Aprendió a nadar en unos cursillos de verano en Chiclana de la Frontera, en 1996 con 10 años. A los pocos meses, entró en las Escuelas del Club Natación Jerez, donde empezó a competir al poco tiempo.
En 1998, fue Subcampeona de España Alevín en 4 x 100 estilos y tercera en 200 metros braza, como integrante de la Selección Andaluza en el Campeonato de España por Comunidades. Años más tarde, dejó de entrenar en su ciudad para hacerlo en el Centro de Tecnificación Deportiva que había en Cádiz, bajo las órdenes de Raúl Bernal.
En 2002, se proclamó Campeona de España Júnior y fue clasificada para el Campeonato de Europa Júnior, en Linz (Austria), siendo semifinalista en sus dos pruebas principales, 50 y 100 braza. También participó en la "World Gimnasiade", en Caen (Francia) donde ganó la única medalla del equipo español, fue bronce en 100 metros braza. En 2003 ganó su primera medalla en campeonatos de España de categoría absoluta y desde entonces rara vez se ha bajado del podio.
Cosecha 75 medallas nacionales, 34 de ellas de oro. En 2004, con 18 años fue semifinalista en 100 braza en su primer Campeonato de Europa absoluto, celebrado en Madrid. En 2005 fue finalista en sus primeros Juegos del Mediterráneo celebrados en Almería (España). 
En 2014 tras decidió dejar la natación de competición tras no lograr los resultados esperados

## Éxitos
Sus mayores logros llegaron a partir de la temporada 2008-2009, cuando batió en 16 ocasiones los récords de España absolutos de 50 y 100 metros braza. El de 50 braza todavía sigue vigente. 
En 2009, fue subcampeona en 50 metros braza y en 4 x 100 estilos en los Juegos del Mediterráneo de Pescara (Italia). También se clasificó para el Campeonato del Mundo de Roma donde quedó en la posición 18.ª, a centésimas de la semifinal.
Al acabar la temporada, marchó a entrenar al C.A.R. de Sant Cugat del Vallés (Barcelona) donde estuvo un año entrenando con el grupo de la RFEN bajo la dirección de José Antonio del Castillo. Esa temporada fue finalista en 50 y 100 braza y 4x50 estilos en el Campeonato de Europa Absoluto.
En 2010, se cambió de club y se fue a entrenar al Club Natació Sabadell, donde se topó con el entrenador Fred Vergnoux. Después de dos años entrenando bajo su dirección, en 2012, con 26 años, cumplió el sueño de clasificarse para participar en los Juegos Olímpicos de Londres 2012.
Tras su clasificación para los Juegos, Conchi fue 4.ª en 50 braza en el Campeonato de Europa de Debrecen (Hungría) en 2012.
Una caída en el gimnasio un mes antes de nadar en los JJ.OO, no le dejaron rendir al máximo nivel en Londres. Sufrió fractura de cabeza de radio, hueso grande y escafoides del brazo izquierdo.
Tras una dura rehabilitación y la pérdida de varios grados de movilidad en el codo izquierdo, cambió de club en 2013, al CN Mairena, aunque seguía entrenando con Fred Vergnoux en el CAR de Sant Cugat nuevamente.
En la temporada 2013/2014, 3 centésimas le separaron de participar en el Campeonato de Europa.

## Palmarés
- 75 medallas nacionales, 34 de oro.
- 16 veces récord de España absoluto (50 y 100 braza).[2]
- CN Sabadell - Olímpica en Londres 2012 (100 braza).[6]
- CN Sabadell - 4.ª en 50 braza en el Campeonato de Europa 2012.[18]
- ADNavial - Subcampeona en 50 braza y 4x100 metros estilos de los Juegos del Mediterráneo de Pescara 2009.[12]
- ADNavial - 18.ª en el Campeonato del Mundo de Roma 2009.[22]
- CN Cádiz - Finalista en los Juegos del Mediterráneo de Almería 2005.[10]
- CN Cádiz - Subcampeona de la Copa Latina de Mar del Plata (Argentina) 2004.[23]
- CN Cádiz - Semifinalista en el Campeonato de Europa Absoluto de Madrid 2004.[24]

## Mejores marcas
Datos actualizados a 26 de julio de 2021.
| Prueba           | Tiempo  | Lugar                               | Fecha                   | Notas                             |
| ---------------- | ------- | ----------------------------------- | ----------------------- | --------------------------------- |
| 50 m braza (PC)  | 30:37   | Estambul (Turquía)                  | 10 de diciembre de 2009 | Récord de España en piscina corta |
| 100 m braza (PC) | 1:06:51 | Berlín (Alemania)                   | 14 de noviembre de 2009 |                                   |
| 200 m braza (PC) | 2:26:85 | Madrid (España)                     | 16 de diciembre de 2011 |                                   |
| 50 m braza (PL)  | 31.27   | Roma (Italia)                       | 1 de agosto de 2009     |                                   |
| 100 m braza (PL) | 1:07:97 | Málaga (España)                     | 29 de marzo de 2012     |                                   |
| 200 m braza (PL) | 2:28:74 | Las Palmas de Gran Canaria (España) | 8 de agosto de 2013     |                                   |